# Garda (település)
Garda település Olaszországban, Veneto régióban, Verona megyében. Lakosainak száma 4143 fő (2023. január 1.). Garda Costermano, Manerba del Garda, Torri del Benaco, San Felice del Benaco és Bardolino községekkel határos.

## Népesség
A település népességének változása:
| Lakosok száma | 4105 | 4117 | 4143 |
|               | 2017 | 2018 | 2023 |